# La Paz (Entre Ríos)
La Paz es un municipio del distrito Estacas del departamento La Paz (del cual es cabecera) en la provincia de Entre Ríos, República Argentina. El municipio comprende la localidad del mismo nombre y un área rural. Se encuentra situada al noroeste de la provincia, en la confluencia del arroyo Cabayú Cuatiá con el río Paraná, a 515 km de Buenos Aires y a 169 de Paraná por la RN 12. Tiene una población de 24 716 habitantes según el censo 2010 y su ejido una superficie de 119 km².

## Historia
La primera mención registrada del sitio se produjo a mediados del siglo XVIII, cuando fray Pedro José de Parras se refirió a él como Atracadero Cabayú Cuatiá ("Kavaju Kuatia", según la grafía actual del idioma guaraní). En la misma época comenzó a aparecer en los mapas, como por ejemplo en 1768 en el de Francisco Millau y Mitraval.
Hacia mediados del siglo XIX resurgió la idea de Tomás de Rocamora de fundar una ciudad en el norte entrerriano. Así, en 1829 y por iniciativa del gobernador León Sola, se dispuso la formación de un pueblo y puerto en Cabayú Cuatiá. Sin embargo, el proyecto no se concretó.
El 7 de marzo de 1835 la Legislatura provincial creó una comisión para designar un punto sobre el río Paraná para fundar un pueblo. Tras recibir el informe de la comisión el 13 de julio de 1835 sancionó una ley para crear en el lugar denominado Cabayú Cuatiá Grande una villa con el nombre de La Paz, bajo la advocación de Nuestra Señora de La Paz, que fue promulgada por el gobernador Pascual Echagüe el 20 de julio de ese año:

Lu H. Comisión Permanente autorizada por la Sala de R. R. en sesión de 7 de marzo del presente año, para deliberar sobre la formación de un Pueblo en el litoral del Rio Paraná, oído el informe del Gobierno ha acordado con valor y fuerza de Ley lo siguiente:

Art. 1 ° En el lugar denominado Cabayú Cuatia grande, se formará un pueblo con el titulo de Villa.

2° Se le dará el nombre de «La Paz» bajo la vocación de nuestra Sra. de este titulo.

3° Su área será de una legua cuadrada.

4 ° Se autoriza al Gobierno para que compre la propiedad de dicho terreno, prévio el debido esclarecimiento.

5 ° Comuniquese al P. E. para su cumplimiento y efectos consiguientes.

Sala de Sesiones Paraná 20 de julio de 1835.

JOSÉ SOLER. Celedonio J. Del Castillo.

Para fundar la villa en agosto de 1836 el gobernador decidió el traslado de los pobladores de la Capilla de Alcaraz -ubicada 7 leguas al sur- y su receptoría de rentas. Los primeros años fueron duros para la nueva villa, que fue víctima de los avatares del conflicto entre unitarios y federales como así también de las crecidas del río Paraná. En 1843 ya bajo la gobernación de Urquiza se crearon los cargos de alcalde y receptor de la villa, ocupados en primera instancia por Juan José Márquez y Damián Góngora respectivamente. Ese mismo año, la muerte de Romano Góngora, padre del anterior y comandante del Escuadrón La Paz, permitió la llegada de Antonio Exequiel Berón en su reemplazo. Este se vinculó profundamente con el acontecer del pueblo hasta su muerte en 1873. Por instancia suya se levantó la primera capilla que albergó la imagen de la patrona de la ciudad, luego trasladada al edificio que hoy es el salón parroquial. 
La invasión correntina hizo que la población fuera abandonada en 1843. En 1848 el gobernador delegado Antonio Crespo (el titular era Justo José de Urquiza) ordenó al coronel Antonio Berón de Astrada que ... delineara nuevamente el pueblo en la costa sur de la desembocadura del Arroyo Cavayú Cuatiá... El 28 de junio de 1848 Berón de Astrada cumplió con la refundación y el 24 de agosto de 1848 el receptor de rentas regresó a la nuevamente delineada villa desde San José de Feliciano.
Por ley de 27 de abril de 1861 se definió el ejido de la villa:

Art. 1°. Desígnase á la Villa de La Paz, un área de una legua cuadrada de terreno para su población y sus suburbios.

Por ley del 1 de mayo de 1872 se redefinió el ejido de la ciudad:

Art. 1°. Señálase para Ejido de la Ciudad de La Paz, el terreno comprendido entre los límites siguientes: Al Norte desde la barra del Arroyo Caballú-Cuatiá, siguiendo la línea Sud del campo Haickroff; al Oeste el Rio Parana; al Sud una línea paralela á la del Norte y á distancia constante de una y media legua que será el frente del Ejido; y al Este una línea que encierre cuatro leguas cuadradas de superficie.
 Art. 2°. La planta de la Ciudad tendrá un rádio de nil ochocientas varas ó una superficie equivalente á ciento cuarenta y cuatro varas cuadradas de ciento cincuenta varas de frente y fondo cada una.
 Art. 3. Fuera de la planta de la población se trazará una zona de mil novecientas varas de ancho destinadas á quintas.

Por ley promulgada el 28 de mayo de 1872 se creó el municipio de La Paz, pero el 1 de mayo de 1873 fue tomada por fuerzas jordanistas. El Ejército Nacional la recuperó el 3 de agosto del mismo año.
La creación del municipio llevó consigo la concreción de obras y el progreso económico y cultural, que sólo se ve detenido hacia mediados del siglo XX como consecuencia del aislamiento de los grandes centros. Las obras posteriormente realizadas en toda la Mesopotamia contribuyen a su resurgimiento.
En la década de 1930 La Paz no fue ajena a los levantamientos cívico-militares frente a la Década Infame. En 1932 los Hermanos Kennedy se levantaron contra el gobierno de facto de Uriburu, en defensa de las libertades civiles y la restauración democrática.

## Gobierno
Desde el retorno a la democracia en 1983, se habían alternado la Unión Cívica Radical en el período 1983-1991 y el Partido Justicialista en los períodos 1991-1995 (Dr. Eduardo C. Golly), 1995-1999 (Cr. José Carlos Aimone) y 1999-2003 (Dr. Eduardo C. Golly), donde Eduardo C. Golly fallece en su cargo dejando como presidente del municipio al viceintendente al Dr. José Francisco Nogueira. La Alianza Nuevo Espacio Entrerriano obtuvo la intendencia en 2003, al ser electa la Dra. Lidia Esther Nogueira. Para el período 2007-2011 el PJ volvió al triunfo, siendo electo el Dr. José Francisco Nogueira como intendente. Continuando este su mandato por otros cuatro años (2011-2015). En las elecciones del año 2015 se impuso la coalición Cambiemos y así el Dr. Bruno Sarubi queda electo como intendente, siendo el intendente más joven de la provincia de Entre Ríos y de la Historia de la ciudad de La Paz con 29 años de edad.

## Educación
La ciudad posee centros educativos tanto públicos como de gestión privada para los niveles de EGB y Polimodal en todas las modalidades. La institución más importante en cuanto a número de alumnos es el Colegio Domingo Faustino Sarmiento, creado en 1936. Entre los centros de nivel primario encontramos a Esc. N.º 1 José de San Martín, Esc. N.º 2 Primera Junta y Esc. N.º 3 Domingo French.
En el nivel terciario, hay una subsede de la Universidad Autónoma de Entre Ríos y centros de educación a distancia de la Universidad Nacional del Litoral y la Universidad Católica de Salta. También posee un Instituto de Formación Docente que ofrece profesorados de Matemáticas, Historia, Educación Primaria y Ciencias de la Educación (y anteriormente algunas como Educación Especial, Física, EGB y Lengua) y en el año 2015 se incorpora la tecnicatura en Enfermería. 
Hay un colegio enteramente privado, el San Isidro Labrador, que funciona desde el año 2006. El Colegio Parroquial y el Nuestra Señora de la Merced, son de gestión privada, ofreciendo este último, niveles primario, secundario y terciario.

## Turismo
La ciudad ofrece diversos atractivos, entre ellos tienen singular importancia la pesca y los baños termales.

### Pesca deportiva

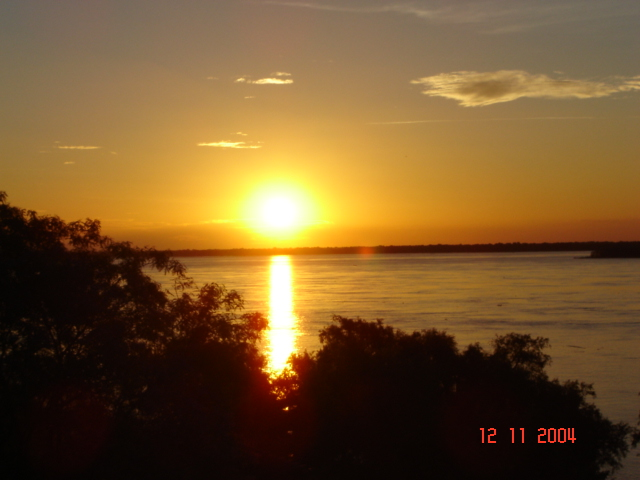
Atardecer sobre el río Paraná visto desde el complejo termal.

El río le provee a la ciudad un gran potencial pesquero, ofreciendo una gran variedad de especies que incluye dorado, surubí y patí.
Cada año se celebra la Fiesta Provincial del Surubí Entrerriano y la Fiesta Provincial del Dorado Entrerriano. Hasta 1999, y de forma intermitente, se llevaba adelante la Fiesta de Pesca Variada de Río, que llegó a tener el carácter de Nacional.
Cercana se encuentra la Reserva Íctica Provincial Curuzú Chalí, un delta de 14 000 ha con gran cantidad de pequeñas islas. 

### Baños termales
El complejo termal Termas de La Paz, inaugurado en 2003, se encuentra sobre las barrancas del río se trata de una surgiente de un sector de aguas saladas del acuífero Guaraní, el agua surge a una temperatura de aproximadamente 41,7 °C y posee boro, flúor, sodio, yodo. El complejo termal-spa cuenta con once piletas (cuatro de ellas cubiertas), vestuarios, enfermería, playa de estacionamiento.

### Galas Del Río Encuentros de Arte
El festival anual Galas del Río, Encuentros de Arte, se realiza en la ciudad de La Paz desde 2009 entre fines de agosto y comienzos de septiembre. Es una de las manifestaciones culturales más destacadas de la provincia de Entre Ríos. Durante diez días, la programación comprende una serie de conciertos vespertinos y nocturnos, así como una extensa serie de conciertos escolares a los que asisten más de 4000 niños y jóvenes de la región. La programación musical, centrada en el repertorio clásico (música de cámara y música sinfónica) abarca también otros géneros como el jazz, la canción, el folclore y el music-hall. Exposiciones y muestras de pintura, escultura y otras artes visuales, cursos de perfeccionamiento instrumental a cargo de músicos argentinos y extranjeros de renombre, talleres de artes visuales dictados por destacados artistas plásticos, completan la actividad artística del festival.

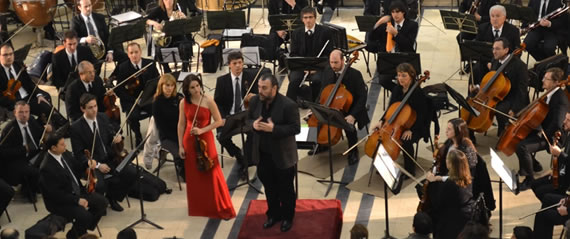
Galas Del Río 2012.

### Triatlón Internacional de La Paz[5]

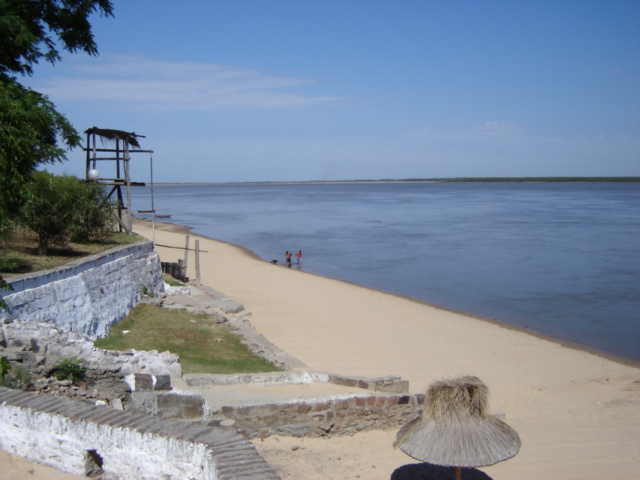
Vista del balneario municipal.

Desarrollado anualmente desde 1984, fue ganando importancia progresivamente. Hoy, constituye un evento continental de la International Triathlon Union, otorgando puntaje para la clasificación a los Juegos Olímpicos y para el ranking panamericano.
Se desarrolla durante el tercer fin de semana de enero, destacándose por la numerosa participación de deportistas, más de mil en las últimas ediciones, y por el acompañamiento de gran cantidad de público durante todo el recorrido del mismo.

### Otros atractivos
En la ciudad también puede practicarse el golf (en la cancha del Golf Jockey Club La Paz), la caza, deportes acuáticos, etc. El casino, reinaugurado recientemente, y el balneario municipal complementan la oferta turística.

## Personalidades destacadas
El ex presidente Pedro Pablo Ramírez y el ex vicepresidente Sabá Sueyro nacieron en esta ciudad en 1884 y 1889.

## Deportes
Los clubes locales de fútbol se encuentran organizados en la Liga Paceña de Fútbol, que ha tenido representación en el Torneo del Interior por tres años consecutivos.

## Parroquias de la iglesia católica en La Paz
| Arquidiócesis | Paraná                   |
| ------------- | ------------------------ |
| Parroquia     | Nuestra Señora de la Paz |

## Ciudad hermanada
- Luque, Paraguay